# Landwerk Halbe
Das Landwerk Halbe in der Gemeinde Halbe im Landkreis Dahme-Spreewald in Brandenburg war ein 1934/35 gegründetes Hachschara-Zentrum. Es entstand unter der Leitung von Friedrich Perlstein (* 28. März 1904 in Kassel – † 17. März 1979 in den USA) auf dem Gelände eines ehemaligen jüdischen Siedlungsprojekts aus den frühen 1920er Jahren.

## Geschichte
Die Hinwendung zur Ausbildung in handwerklichen oder landwirtschaftlichen Berufen als Vorbereitung auf ein Leben in Eretz Israel gilt häufig als Wendepunkt, von dem an in Deutschland der Zionismus sich von einer Idee zu einer realen Lebensperspektive wandelte. Als Beispiel hierfür gilt nicht selten der jüdische Wanderbund Blau-Weiß (jüdischer Wanderbund): „Im Blau-Weiß-Bund wurden nach der Balfour Erklärung 1917, die das Recht der Juden auf den Aufbau einer »nationalen Heimstätte« in Palästina verbriefte, Berufsumschichtung, landwirtschaftliche Ausbildung und Einwanderung in Palästina zur bestimmenden Zielsetzung. In Halbe bei Potsdam und auf dem Markenhof bei Freiburg im Breisgau schufen Blau-Weiße Lehrgüter für die Hachschara, so hieß die landwirtschaftliche und handwerkliche Pionierausbildung als Vorbereitung auf die Arbeit in Palästina.“ Für den seit 1919 als zionistisches Lehrgut bestehenden Markenhof trifft dieses Framing zweifellos zu; etwas anders aber sieht das für das von Pilarczyk zusammen mit dem Markenhof genannte Projekt in Halbe aus.
Lange vor der zionistisch motivierten Berufsumschichtung existierte bereits eine, die Salomon Weinberg (1889–1955) die assimilatorische Berufsumschichtung nannte. Diese habe sich in den 80er Jahren des 19. Jahrhunderts entwickelt, und ihre Initiatoren – hannoversche Männer – hätten sie als Mittel im Kampf gegen den Antisemitismus gesehen.

„Sie glaubten ihn am ehesten dadurch unwirksam zu machen, daß sie gegen die Ueberhandrıahme des Kleinhändler- und Hausierertums in den eigenen Reihen ankämpften. Sie wollten in der jüdischen Jugend Sinn für die Arbeit im Freien und Freude an der handwerksmäßigen Betätigung wecken. Zu diesem Zweck führte man zunächst in den Lehrerseminaren Hannover, Cassei, Berlin Kurse für Gartenbau und Handfertigkeít ein, damit bald genügend Lehrkräfte zur Verfügung ständen, die die Idee zur Tat werden ließen.“

Für Weinberg war dies das ursprüngliche Modell, das hinter der von Alexander Moritz Simon 1893 gegründeten „Israelitische Erziehungsanstalt zu Ahlem bei Hannover“ stand, die 1919 in Israelitische Gartenbauschule Ahlem umbenannt wurde. Es war aus seiner zionistischen Sicht jedoch „nur Selbstzweck“, weil die im Gärtnerberuf ausgebildeten Leute der Zahl nach zu wenige waren, „als daß diese Tatsache irgendwie einen nennenswerten Einfluß auf das soziale Verhältnis zwischen Juden und Christen haben konnte.“ Zudem sei auch die jüdische Öffentlichkeit zu desinteressiert an dieser Form von Berufsumschichtung gewesen. Weinberg, der selber eine Gärtnerlehre in Ahlem absolviert hatte und der Einrichtung kritisch, aber nicht ablehnend gegenüberstand, skizzierte anschließend seine Vorstellungen einer zionistischen Ansprüchen genügenden Gärtnerlehre, sieht für deren Verwirklichung aber offenbar keine Chance in Ahlem, sondern meint stattdessen: „In Halbe wäre z. B. die Grundlage vorhanden, auf der ein solcher Plan zur Verwirklichung gebracht werden könnte.“ Worauf sich diese Hoffnung auf die ein Jahr zuvor gegründete Einrichtung stützt, führte Weinberg nicht aus.

### Die Siedlungsgenossenschaft
Als Folge des Ersten Weltkriegs sei die Gefahr der Proletarisierung großer Teile des Mittelstands und der freien Berufe gewachsen und so auch der Ruf nach einer Berufsumschichtung der Juden immer lauter geworden. Vor diesem Hintergrund hätte sich in Berlin Salli Kirschstein (1869–1935) „energisch für die Gründung einer jüdischen Siedlungsgenossenschaft“ eingesetzt. Kirschstein konnte eine Anzahl Männer für seine Idee begeistern, die mit einer Einlage von jeweils 12.000 Mark das Eigenkapital für die Einrichtung aufbrachten. So ausgestattet, konnte am 19. März 1919 in Halbe ein 90 Morgen großes Terrain erworben werden, „welches vor allem auch über ausreichend große Baulichkeiten verfügte, sodaß nur etliche Umbauten vorgenommen werden mußten“. Auf der Webseite des Amts Schenkenländchen ist dazu nachzulesen, dass der damalige Erwerb „aus der Konkursmasse der Halber Dampfziegel AG“ erfolgt sei und „das Ziegeleigelände nebst einem Verwaltungsgebäude und einem alten Schmiedehof“ umfasst habe. Integraler Bestandteil der Siedlungsgenossenschaft sollte von Beginn an ein Landjugendheim sein.
Träger der neuen Einrichtung war ein Verein zur Förderung der Bodenkultur unter den Juden Deutschlands, und das Projekt sollte „speziell der Aufsicht des zweiten Vorsitzenden des Bodenkulturvereins, dem Herrn Rittergutsbesitzer J. Brandt […] unterstellt werden“. Bei diesem „Rittergutsbesitzer J. Brandt“ handelte es sich mit hoher Wahrscheinlichkeit um Isaak (Jitzak) Brandt (1857–1930), den Bergbauer zu den „Unternehmern, Gutsbesitzern oder Philantropen“ zählte, denen die Gründung von Hachschara-Zentren häufig zu verdanken gewesen sei.
Inwieweit Brandt Halbe mit initiiert hat oder dort nur als eine Art Supervisor fungierte, ist nicht bekannt. Bei der erwähnten innerjüdischen Aufsichtsbehörde, der er vorstand, handelte es sich um den Verein zur Förderung der Bodenkultur unter den Juden Deutschlands, dessen Zielsetzungen Lieven Wölk wie folgt beschreibt:

„Der 1897 gegründete Verein zur Förderung der Bodenkultur unter den Juden Deutschlands sollte die deutsche Landesverbundenheit und Festigung jüdischer Identität durch Siedlungsprojekte und Berufsumschichtung befördern. Insbesondere die Jugend war Ziel dieser Bestrebungen, sie sollte die Regeneration von vornehmlich geistig tätigen jüdischen Deutschen hin zu kräftigen Ackerbauern vollziehen. Neben der Annäherung deutsch-jüdischer Zeitgenossen an den Heimatboden, wollte der Verein osteuropäische Juden nach ihrer Einwanderung mit dem deutschen Boden in Verbindung bringen. Die jüdischen Siedlungsbestrebungen waren an die staatliche Siedlungsaktivität und Bevölkerungspolitik, die „innere Kolonisation“ im „Osten“, angelehnt.“

Dieser Kontext weist darauf hin, dass das Projekt Halbe zum damaligen Zeitpunkt eher dem Konzept der oben erwähnten assimilatorischen Berufsumschichtung entsprach, als einer zionistischen Berufsumschichtung mit dem Ziel einer Pionierausbildung für die Landarbeit im Völkerbundsmandat für Palästina. Und auch die Grundidee des assimilatorischen Projekts, die Abwehr des Antisemitismus, musste sich in Halbe erst noch bewähren, wie Hans-Dieter Schmid unter Berufung auf das Teltower Kreisblatt vom 23. Juli 1920 berichtet:

„Offenbar waren in Halbe Befürchtungen laut geworden, dass in der Siedlung Flüchtlinge aus Russland, Polen und dem österreichischen Galizien – also „Ostjuden“, deren „Masseneinwanderung“ von den Antisemiten das ganze Kaiserreich hindurch als Schreckbild an die Wand gemalt wurde – angesiedelt werden sollten […]. Um diese Befürchtungen zu zerstreuen, hatte die Siedlungsgenossenschaft ein Schreiben an die Zeitung gerichtet, in dem sie betonte, dass die Siedlung keine Flüchtlingskolonie sei.“

In dem Schreiben wurden nach Schmid als Hauptziel der Genossenschaft die Berufsumschichtung der jüdischen Jugend zu Hand- und Landarbeit herausgestellt und die Einrichtung eines Landerziehungsheimes für jüdische (Waisen-)Kinder. Das alles spiele sich im Rahmen einer jüdischen Mustersiedlung – der ersten ihrer Art in Deutschland – ab, innerhalb der „junge Juden und Jüdinnen sich in ‚Form einer Arbeits- und Lebensgemeinschaft‘ im Gartenbau und in der Landwirtschaft betätigen“ würden.:S. 106
Laut dem bereits erwähnten Artikel im Israelitischen Familienblatt sollten in die Kolonie vorrangig Siedler mit Vorkenntnissen im Gemüseanbau aufgenommen werden, „wobei zwischen ledigen und verheirateten Siedlern kein Unterschied gemacht werden soll“. Die Nähe zu Berlin galt als Garant für den Absatz der Produkte, eine Geflügelzucht war ebenso geplant wie die Bienenhaltung. „Auch für jüdisches Leben ist insofern schon Vorsorge getroffen, als eine dicht an der Siedlung belegene jüdische Wohlfahrtsanstalt eine kleine Synagoge besitzt und diese Anstalt selbst ebenfalls noch einer Anzahl geeigneter Siedler erschlossen werden wird.“ Doch die Anforderungen an diese Siedler waren hoch: „Nur intelligente, fleißige, bereits mit genügenden Vorkenntnissen ausgestattete Personen, deren moralische Qualitäten einwandfrei sind, werden als Pioniere […] in Betracht kommen. Hierüber wird billigerweise jeder Ansiedlungslustige den Nachweis zu erbringen haben.“
Ob die zuvor erwähnte „jüdische Wohlfahrtsanstalt“ der Nukleus für das Waisenhaus-Projekt war, ist nicht bekannt. Über dieses Projekt berichtet Schmid unter Berufung auf den Geschäftsbericht 1919/20 der Zentralwohlfahrtsstelle der Juden in Deutschland, dass in dem „Heim 25-30 ‚Knaben‘ zwischen 10 und 16 Jahren unter der Leitung eines ‚erfahrenen, landwirtschaftlich geschulten Lehrers gärtnerisch und landwirtschaftlich ausgebildet‘“ worden seien.:S. 106 Gerade diese Verbindung des Heims mit der jüdischen Mustersiedlung ist für Schmid dann das zentrale Argument dafür, dass es in Halbe nicht um die Auswanderung nach Palästina gegangen sei, sondern um ein „gezieltes Gegenprogramm gegen den Zionismus“.:S. 106

#### Pioniere für Palästina
Auch wenn Schmids These vom Gegenprogramm zum Zionismus für das Siedlungsprojekt zutreffen sollte, war Halbe dennoch Anfang der 1920er Jahre auch ein Ort der Vorbereitung auf die Auswanderung nach Palästina. Pilarczyks Behauptung, Halbe sei ein von Blau-Weiß-Mitgliedern geschaffenes Lehrgut für die Hachschara gewesen, dürfte allerdings in der Form auch unzutreffend sein, beziehungsweise nur für einen Nebenstrang des Siedlungs-Projekts gegolten haben.
Spätestens Anfang 1921 fand sich in Halbe eine Gruppe junger Menschen zusammen, die sich dort auf die Auswanderung nach Palästina vorbereiteten und sich mehr oder weniger erfolgreich an der Gründung mehrerer Kibuzzim in Palästina beteiligten. Dass für diesen Zweck Halbe in den Fokus von Blau-Weiß-Strategen wie Salomon Weinberg, Max Hirsch oder Ludwig Pinner geriet, dürfte einem Notstand geschuldet gewesen sein: Zu Beginn der 1920er Jahre gab es in Deutschland schlicht zu wenige Möglichkeiten für zionistische Jugendliche, sich landwirtschaftlich auszubilden. Halbe als jüdisches Siedlungsprojekt bot sich da als Möglichkeit geradezu an, wenngleich Max Hirsch die damit verbundenen Schwierigkeiten klar vor Augen standen.

„Halbe ist der erste Versuch gewesen, ein Lerngut auf Grundlage einer Siedlung zu schaffen. Ist schon an und für sich eine Siedlung ein äußerst schwieriges Unternehmen, – wir sehen dies jetzt grade in Deutschland besonders deutlich, – so ist eine Lernsiedlung noch weit schwieriger. Es muß in einer Lernsiedlung zuerst unbedingt gefordert werden, daß jeder Einzelne, trotzdem er nur bestimmte
kurze Zeit anwesend sein wird, die Siedlung als seine Heimstätte empfindet und so arbeitet und schafft, als wäre es sein eigener Betrieb. Dies von Jungen zu verlangen, die noch mit der Schwierigkeit des Erlernens stark zu schaffen haben, ist eine besonders große Anforderung.“

Ob es diese Lernsiedlung Ende 1920, zur Zeit der Abfassung von Hirschs Bericht, überhaupt schon gab und sich in Halbe bereits Blau-Weiß-Praktikanten aufgehalten haben, ist ungewiss. Nach Bergbauer lebten und arbeiteten in Halbe „lediglich acht männliche und vier weibliche Praktikant*innen“. Das aber dürfte eine Fehlinterpretation der von Hirsch genannten Zahlen sein. Bei dem hieß es nämlich: „Die jüdische Siedlung Halbe ist im Februar 1920 gegründet worden; sie besteht aus 8 männlichen und 4 weiblichen Mitgliedern.“ Hirschs Aussage bezog sich auf die Siedlergruppe, und nicht auf eventuell vorhandene Praktikanten. Gleichwohl steht fest, dass sich 1921 Praktikanten in Halbe aufhielten, die aus dem Umfeld des Blau-Weiß und dem Kartell Jüdischer Verbindungen (K.J.V.) stammten. Einige von ihnen hatte bereits zusammen in Berlin Landwirtschaft studiert, andere wechselten von anderen Praktikantenstellen nach Halbe. Ihre Motivation, ihr Studium zu unterbrechen oder gar abzubrechen, beschrieb Siegfried Hirsch so:

„Einen grossen Einfluss übte auf uns die Ideologie des Hechaluz aus, und so glaubten wir, dass die praktische landwirtschaftliche Ausbildung für Palästina viel wichtiger ist als die theoretische, und gingen zu Bauern auf Hachschara.“

Zu diesen ehemaligen Berliner Studenten gehörten:S. 86 :
- Martin Guttfeld. Im Katalog der Deutschen Nationalbibliothek finden sich mehrere Publikationen, die möglicherweise von ihm stammen, so zum Beispiel Die Entwicklung des ländlichen Besitzes in Palästina, eine Dissertation aus dem Jahre 1925, und einige Bücher aus den 1950er/1960er Jahren, die sich mit der Milchwirtschaft in Israel befassen. Nach Siegfried Hirsch wollte er sich nach dem Kwuza-Zwi-Abenteuer in der Marktforschung ausbilden lassen.[16]:S. 91
- Max Hirsch, möglicherweise der von Siegfried Hirsch erwähnte „älteste Bruder“[16]:S. 85 und wohl auch der Autor des zuvor zitierten Aufsatzes aus den Blau-Weiss-Blätter. Führerzeitung.
- Siegfried Hirsch (* 1899 in Königsberg (Preußen) – 1987). Nach dem Ende der Kwuza Zwi ging er nach Holland, um sich auf Tierzucht zu spezialisieren und dann nach Königsberg zum Promovieren.[16]:S. 91 In der Zeitschrift Palästina. Zeitschrift für den Aufbau Palästinas erschien 1933 von ihm der Aufsatz Kleintierzucht in Palästina. In dessen redaktionellem Vorspann, in dem er als Dr. Siegfried Hirsch, Rechowoth, vorgestellt wurde, hieß es: „In der Reihe der Bulletins der «Palestine Economic Society» (Bd. IV, Heft 2) erschien eine Studie «Sheep and Goats in Palestine» von Dr. Siegfried Hirsch von der Versuchsstation der Jewish Agency. Wir geben daraus einen kurzen Auszug.“[17] Von 1936 bis 1952 war Hirsch Leiter der Kolonisationsabteilung der Rassco (Rural and Suburban Settlement Company)[18] und Dozent am Technion in Haifa, wo er auch lebte.[19]
Name, Titel und Geburtsjahr von Siegfried Hirsch weisen ihn aus als Begründer von Kfar Tikva[20], dem „Dorf der Hoffnung“, in dem 2017 über 200 behinderte Menschen lebten und arbeiteten.[21]
- Gerhard Jacobsohn (1900-1973) war seit seiner Jugend in den zionistischen Bewegungen Blau-Weiß und im K.J.V. aktiv und wanderte 1923 als Pionier nach Palästina aus, kehrte aber zwei Jahre später nach Deutschland zurück. Er absolvierte ein Studium der Agrarwissenschaft, arbeitete aber nach 1933 für eine zionistische Organisation in Berlin. 1934 wanderte Jacobsohn erneut nach Palästina aus und gründete in Herzlia eine der ersten Werbeagenturen Palästinas.[22]
- Paul Lorenz (1900–1973) ging nach dem Ende der Kwuza Zwi zurück nach Deutschland, um Veterinär zu werden.[16]:S. 91
- Werner Rosolio war 1920 der Verfasser des ersten Berichts, durch den der Markenhof innerhalb des Blau-Weiß bekannt gemacht wurde.[23]

Nach Siegfried Hirsch waren sie „alle später Mitglieder der Kwuzat Zwi“.:S. 86
Der Weg dieser ehemaligen Berliner Studenten führte nicht direkt nach Halbe, sondern über verschiedene Praktikantenstellen, wodurch sich ihr Kreis auch noch erweiterte.
- Von einer Praktikantenstelle bei Meran kamen die schon erwähnten Werner Rosolio und Paul Lorenz, Leo Cohn, Anna Stern-Rosenblüth und Karl Steinschneider.
- Aus der Nähe von Kiel kamen Gerhard Jacobsohn und Siegfried Hirsch sowie Ernst Böhm und Walter Joel (später Professor für Psychologie in Los Angeles).[16]:S. 87

Für Martin Guttfeld aus dem Berliner Kreis, der ebenfalls nach Halbe kam, machte Hirsch keine Angaben über dessen Praktikantenstelle, doch erwähnte er noch zwei weitere Personen, die sich der Gruppe in Halbe anschlossen: Hans Sternberg und
- Schlomo Ettlinger (* 1898 in Karlsruhe; † 1966 in Herzlia).[24] Er war der Sohn eines Eisen- und Metallgroßhändlers und begann 1919 eine Ausbildung auf dem Markenhof. Ein Jahr später wechselte er an die Gartenbauschule Dahlem[25] bei Berlin und Anfang 1921 dann nach Halbe.[26]

Auch für Ettlinger bildete diese Gruppe, zu der noch „ein paar nette Blau Weiss Maedchen [gehörten], die vom Kochen soviel verstanden, wie wir von der Landwirtschaft“, „im Wesentlichen den Kern der spaeteren Kwuza Zwi“. Die meisten aus diesem Kreis gingen 1921–23 nach Palästina, Ettlinger zusammen mit Max Hirsch bereits im Sommer 1921; Siegfried Hirsch folgte im Herbst 1922.:S. 86 Ihr Weg dahin führte sie über die Kibbuzim Gewa und Beit Alfa; Max Hirsch ging nach seiner Ankunft in Haifa zuerst nach Degania, bevor auch er in Beit Alfa zu seinen früheren Gefährten stieß.

#### Das Ende der Siedlungsgenossenschaft
Für die Zeit direkt nach der Auswanderung der Kwuzah-Zwi-Gründerinnen und -Gründer liegen keine Informationen vor. Erst im Januar 1924 wurde in den Blau-Weiss-Blättern ein Bericht des landwirtschaftlichen Praktikantenamtes des Verbands veröffentlicht, der erneut das Vorhandensein von Praktikanten in Halbe bestätigte, wobei Halbe – neben Löwenberg, Ludwigshorst, Buckow, Holstein, Berlin (Hochschule) und Markenhof – als eines der Zentren vorgestellt wurde, an denen die zuvor verstreut arbeitenden Jungen und Mädchen zusammengeführt werden konnten. Zu dem Zeitpunkt gab es in Deutschland 89 Blau-Weiß-Praktikanten, davon in Halbe 11 Jungen und drei Mädchen unter der Leitung von Herbert Lustig. Halbe selber wird in dem Bericht so dargestellt:

„Einhundert und zehn Morgen, 2 Pferde, 3 Kühe, Ziegen, Kleinvieh usw. Betrieb gemischt: landwirtschaftlich-gärtnerisch. […] Der Betrieb balanciert seit eineinhalb Jahren, das hat seinen ersten Grund in der wachsenden wirtschaftlichen Not in Deutschland und in dem rapiden Anwachsen unserer Aufgaben.“

Das Balancieren des Betriebs half nur noch für kurze Zeit. 1924 wurde das Landschulheim geschlossen, zwei Jahre später der gesamte Betrieb, laut Schmid wegen fehlender Weideflächen und aufgrund der schlechten Preise für landwirtschaftliche Produkte.:S. 106–107 Das große Gelände wurde an den ortsansässigen jüdischen Ziegeleiunternehmer Martin Rothmann verkauft – nach Schmid für 30.000 RM; das Mobiliar sei an die Ortsbevölkerung verkauft worden.:S. 107
Über das Schicksal der Siedler ist nichts bekannt, und wer sie eigentlich waren, ist nur in wenigen Fällen dokumentiert. Zwei davon waren der im Ersten Weltkrieg als Flieger eingesetzte Fritz Block (1892 – deportiert 1942) und Miriam Frensdorff (1896 – deportiert 1942), die sich nach dem Ersten Weltkrieg kennenlernten und am 10. Juni 1920 in der Siedlung Halbe heirateten. Die beiden bereiteten sich in Halbe auf die Auswanderung nach Palästina vor, die aber nicht vollzogen wurde. Stattdessen erwarb Fritz Block im Dezember 1921 ein Anwesen im Pruttinger Ortsteil Niedernburg und baute dort eine Gärtnerei auf. Eines der Kinder des Ehepaares Block war Elisabeth Block, die in einem erhalten gebliebenen Tagebuch ihr Schicksal und das ihrer Familie während der Zeit des Nationalsozialismus festhielt. Das Ehepaar Block, ihre Töchter Elisabeth und Gertrud sowie der Sohn Arno wurden Opfer der nationalsozialistischen Verfolgungen und 1942 deportiert. An sie erinnern Stolpersteine in Prutting.

#### Das Landjugendheim
Wie oben schon erwähnt, war von Anfang an in Halbe auch der Aufbau eines Landjugendheims geplant. Der Prospekt stellt dieses Projekt in den Kontext von Überlegungen zur Neuregelung der jüdischen Jugend- und Waisenpflege.

„Bei wiederholten Anlässen, namentlich auf Erziehungs- und Jugendtagungen haben einsichtige Pädagogen und Jugendpfleger den Standpunkt vertreten, daß die Unterbringung von Waisen und Kindern, deren Erziehung aus den verschiedensten Gründen gehemmt ist, namentlich Halbwaisen, außerehelichen Kindern, in großen Anstalten und in der Stadt tunlichst zu vermeiden sei. Sie empfahlen die Gründung kleiner Erzíelıungsgenıeínschatten, welche einen familiären Kreis bilden sollen, der sorgfältige Individualisierung in körperlicher und geistiger Hinsicht ermöglicht, sie empfahlen die Gründung solcher Erziehungsgemeinschaften namentlich in kleineren Ortschaften und auf dem Lande, einmal, um die Jugend vor den Gefahren der Großstadt zu schützen, sodann um sie wieder in kleineren Städten seßhaft zu machen.“

Die Waisenkommission der Jüdischen Gemeinde in Berlin hatte bereits im Oktober 1918 beschlossen, eine solche Einrichtung in der Provinz Posen zu gründen. Das scheiterte dann aber daran, dass Posen nach dem Ende des Ersten Weltkriegs an Polen abgetreten werden musste. Der Erwerb des Anwesens in Halbe bot nun eine neue Chance. Hier standen zwei Gebäude und ein Neubau für Verwaltungsräume, Schlafräume, eine Synagoge, Speisesaal, Küche, Schulzimmer und Handfertigkeitszimmer zur Verfügung sowie Außenflächen für einen Spielplatz und einen Schulgarten. Der Prospekt erwähnt auch die Stallungen und Tiere sowie die landwirtschaftlichen Möglichkeiten, lässt aber offen, ob und wie das in Kooperation mit der Siedlungsgenossenschaft betrieben werden sollte. An einer Stelle im Prospekt ist gar die Rede von der „Siedlung der jüdischen Siedlervereinigung, die dem Landjugendheim angeschlossen ist“.
Ausgehend von den früheren Überlegungen sollte der Hauptzweck der neuen Anstalt in der Erziehung von Waisenkirıderrı und Knaben im Alter zwischen 10 und 16 Jahren liegen, „deren Erziehung aus den verschiedensteıı Gründen individuell gestaltet werden soll, in der Gewöhnung der Kinder an ländliche Verhältnisse, in der Aneignung derjenigen Kenntnisse, die nötig sind, um als Siedler und kleiner Bauer ein selbständiges Fortkommen zu finden.“ Ihre schulische Ausbildung, die unter staatlicher Aufsicht erfolgte, orientierte sich am „Typ einer modernen Arbeitsschule“ und knüpfte damit an die Ideen der Reformpädagogik an. Für die nicht mehr schulpflichtigen Jugendlichen stand die praktische Ausbildung in der Landwirtschaft und Gärtnerei im Vordergrund, die in den Wintermonaten durch einen umfangreichen „Fortbildungsunterricht“ vertieft werden sollte. Die Ausbildung war auf drei Jahre angelegt.
Wie in dem Eingangszitat aus dem Prospekt schon angesprochen, sollte in Halbe „der pädagogischen Forderung nach möglichster Individualisierung der Kinder“ Vorrang eingeräumt werden und wurde auch als Alleinstellungsmerkmal gegenüber vergleichbaren Einrichtungen herausgestellt. Deshalb sollten auch nicht mehr als 30 Jungen gleichzeitig ausgebildet werden, und es wurde zudem Wert gelegt auf ein enges Zusammenleben zwischen Erzieher und Kind. „Der Familientyp soll dadurch erhalten bleiben, daß an einem Tisch Erzieher und Kind essen, ein ungezwungener, den Geist der Lebensgemeinschaft ausstrahlender Sinn gepflegt wird. […] Jedes Schema vermeidend, alles Anstaltsmäßige absichtlich umgehend, soll den Kindern eine sonnige Jugend verschafft, das Gemüt veredelt, der Wille gestärkt werden.“
Dieser konzeptionelle Ansatz ähnelt stark dem der späteren Jüdischen Landschulheime, war aber dank der Einbindung in ein landwirtschaftliches Siedlungsprojekt auch deutlich praktischer orientiert. Was aber in dem gesamten Prospekt kaum vorkommt, sind Bezüge zum Judentum. Abgesehen von den in der Einleitung angesprochenen Überlegungen innerhalb der Jüdischen Gemeinde von Berlin, der Erwähnung der räumlichen Einbindung in ein jüdisches Siedlungsprojekt und dem Hinweis auf das Vorhandensein einer Synagoge, wird in dem detaillierten Curriculum „Jüdische Religion und Geschichte“ nur als sechster und letzter Punkt des Abschnitts "Allgemein bildende Fächer" aufgeführt. Ob und inwieweit der jüdische Glaube das geistige Fundament der Einrichtung sein sollte, ist nicht erkennbar. Der assimilatorische Ansatz fokussierte ganz auf das Ziel, die Absolventen des Landjugendheims dazu zu befähigen, dass sie „als Ackerbürger ihre eigene Scholle bearbeiten werden“.
Zum Zeitpunkt des Erscheinens des Prospekts – vermutlich 1920 – bestand das Landjugendheim bereits und hatte „in der kurzen Zeit seines Bestehens […] eine Anzahl Knaben aufgenommen, deren körperliche und geistige Entwicklung sich zusehends in einer aufsteigenden Linie bewegt. Namentlich die der Großstadt entstammenden Knaben gedeihen in der ländlicheıı Umgebung besonders gut.“ Berichte über seine weitere Entwicklung und seine spätere Einstellung scheinen nicht vorzuliegen.

### Das Landwerk
Durch die Verknüpfung der Geschichte des jüdischen Siedlungsprojekts mit der des 1934/35 in Halbe gegründeten Landwerks wird oft eine Kontinuität hergestellt, die so nicht existierte, weshalb auch nicht davon gesprochen werden kann, in Halbe habe sich „einst vermutlich Deutschlands erstes Hachschara-Landwerk befunden“. Schmid betont geradezu den Gegensatz zwischen den beiden Einrichtungen, wenn er schreibt, dass – anders als das Siedlungsprojekt – „das Landwerk Halbe wohl von Anfang an als Lager zur Vorbereitung der Auswanderung, wenn auch möglicherweise nicht unbedingt nach Palästina, geplant“ gewesen sei:S. 107, und dessen Gründung erfolgte erst 1935.
Es ist nicht bekannt, was der schon erwähnte „ortsansässige jüdische Ziegeleiunternehmer Martin Rothmann“ mit den von ihm erworbenen Ländereien und Gebäuden des ehemaligen Siedlungsprojekts unternahm oder plante. Im Frühjahr 1935 jedenfalls, und vermutlich vor dem Erlass der Nürnberger Rassengesetze […], die den Juden die Staatsbürgerrechte entzogen, erfolgte der Ankauf von Flächen der ehemaligen Siedlungsgenossenschaft. Wie es dazu kam, berichtete 1967 Friedrich Perlstein in einem Brief:

„Dieses Grundstueck wurde von mir mit Hilfe der Reichsvertretung der Juden in Deutschland im Fruehjahr 1935 angekauft und wurde auf meinen Namen im Grundbuch des Kreises Teltow, Mark, in Wendis[c]h Buchholz eingetragen. (Zu dieser Zeit wurden Grundstuecke im juedischen oeffentlichen Besitz als Erstes confisciert und  natuerlich keine Genehmigung zum Ankauf von Guetern gegeben. So musste privater landwirtschaftlicher Grundbesitz gefunden werden, um jued. landwirtschaftliche Ausbildungsstellen zu schaffen. Als Diplomlandwirt bekam ich die Genehmigung, den Grundbesitz in Halbe zu kaufen. Nach dem Ankauf stellte ich dieses Grundstueck der Reichsvertretung zwecks landwirtschaftlicher Ausbildung zur Verfuegung und unter dem Namen 'Landwerk Halbe' begann die erste Ausbildungsstaette der 'Mittleren Harscharah'.“

Friedrich Perlstein war nicht nur der Strohmann beim Erwerb der Ländereien, sondern dann auch der Leiter des Landwerks. Über die Finanzierung des Landkaufs gibt es allerdings unterschiedliche Darstellungen. Während Perlstein schrieb, dass er alles, was er besaß, „für diesen guten Zweck gegeben“ habe, verweist Schmid auf Kredite, die Perlstein nach dem abermaligen Verkauf im Jahre 1938 aus dem Verkaufserlös zurückzahlte. Perlstein habe für das Grundstück 21.000 RM erlöst, „die allerdings fast zur Gänze (89%) an seine Darlehensgeber gingen: 6.480 RM an die Reichsvertretung, den größten Geldgeber, 4.300 RM an Friedrich Jolowicz, einen Makler aus Berlin. […] Drittgrößter Geldgeber war die Mutter Perlsteins mit 4.000 RM, gefolgt von der lsraelitischen Gartenbauschule Ahlem mit immerhin 3.000 RM.“:S. 109
Perlstein eröffnete in Halbe eine Landwirtschaftsschule. Dort erhielten etwa 40 Absolventen eine Ausbildung und damit ein Zertifikat, das ihnen helfen sollte, eine baldige Einreisegenehmigung nach Palästina zu erhalten. Die Unterhaltung des Ausbildungsbetriebes wurde von der Reichsvertretung subventioniert. In einem „Verzeichnis der Ausbildungsstätten“ aus dem Jahre 1938 wurde das Landwerk Halbe als Erstausbildungsstätte aufgeführt, für das die Jugendorganisation Maccabi Hatzair die „einweisende Organisation“ gewesen sei. In einem Schreiben vom 7. Februar 1973 gab Perlstein einen kleinen Einblick in die Verhältnisse vor Ort. Er sprach von einem gärtnerischen und landwirtschaftlichen Lehrbetrieb, in dem Jungen und Mädchen sowie eine Gruppe Erwachsener unter seiner Leitung eine fachliche Ausbildung erhalten hätten. In seinem Wohnhaus hätten sich im Erdgeschoss die Büros befunden, in einem zweistöckigen Hauptgebäude die Wohngelegenheiten der Jungen und Mädchen und ihrer Lehrer. Das von Perlstein als „groß“ beschriebene Haupthaus verfügte im Erdgeschoss über eine Küche, „in der die Mädchen Kochen, Brotbacken und die Konservierung von Fruechten und Gemuesen erlernten“. Neben der Küche befand sich ein großer Saal, der als Speisesaal und Unterrichtsraum benutzt wurde und in dem „die 60 bis 65 jungen Menschen mit ihren Lehrern“ Platz gefunden hätten. Außerdem habe sich im Erdgeschoss der Mädchenschlafsaal befunden, während die Schlafsäle für die Jungen im Obergeschoss gelegen waren. Perlstein berichtete vom Ackerland hinter den Gebäuden, auf dem Gemüse angebaut worden sei. Zudem habe zum Landwerk ein weiteres Grundstück gehört, auf dem sich ein als Kuh- und Pferdestall genutztes Gebäude befunden habe. In einem anderen Dokument sprach Perlstein davon, dass sich auf dem Grundstück mit den Stallungen auch ein Haus befunden habe, „wo ein duzent aeltere Leute einquartiert waren, die zwecks Umschichtung und Ausbildung in der Landwirtschaft zum 'Landwerk Halbe' kamen“.
1938 erschien die Broschüre Vor der Berufswahl. Ein Wegweiser für jüdische Eltern und Kinder In der Einführung hieß es, man wolle „einer Generation, die aus dem Gefühl der Sicherheit aufgerüttelt ist, und das uralte jüdische Schicksal des Wanderns in einer politisch und wirtschaftlich veränderten Welt mit aller Schärfe spürt, die Fragen, um die es sich bei der Berufswahl heute handelt, mit allem Ernst und aller Deutlichkeit vor Augen führen“. Die Broschüre begann mit der Vorstellung der handwerklichen Berufe und endete mit akademischen Berufen, was alleine schon „die veränderte Lage des Judentums in Deutschland“ zeige. Gezeigt werden sollte auch die Verwendungsmöglichkeit des jeweils vorgestellten Berufs im Ausland, verbunden mit der Hoffnung, „daß ausländische Verbindungen, besonders auch bereits ausgewanderte Angehörige vielleicht den Weg zu ihm ungeachtet aller Schwierigkeiten ermöglichen“.:Zur Einführung In dieser klar auf die Hachschara ausgerichteten Schrift findet sich auch ein Artikel von Friedrich Perlstein mit dem Titel Aus der Praxis des landwirtschaftlichen Ausbildungsbetriebes, in dem er über die Anforderungen schrieb, die mit einer Ausbildung im Landwerk Halbe verbunden seien.
Perlstein warnt vor Illusionen und dem Schock, dem junge Menschen ausgesetzt sein könnten, wenn sie sich frisch von der Schulbank „in eine täglich wiederkehrende körperliche Arbeit“ eingewöhnen müssten:S. 114, weshalb man für die Gärtnerei und die Landwirtschaft möglichst naturverbundene Menschen bevorzugen sollte. Gemeinschaftsgefühl sei gefordert und der Wille, alles selbst zu tun. Es gehe um das Streben nach positiven Werten und um den Willen, „in Kürze der Gemeinschaft etwas zu bedeuten“.:S. 115 Perlstein führt aus, warum es aus seiner Sicht zur Gewinnung der „Achtung vor der Arbeit als solcher“ für Neueintretende ebenso wichtig ist, in der kalten Jahreszeit Bodenarbeiten mit dem Spaten auszuführen, wie im Sommer den Pflanzzyklus von Tomaten akribisch zu überwachen.:S. 116 Arbeiten würden den Jungen als Vertrauensbeweis übertragen, es gelte ihre Selbständigkeit zu fördern, sie „zu Haltung und Mut“ zu erziehen, ihr Pflichtgefühl zu stärken und ihnen die Genugtuung zu verschaffen, „einen Dienst an der Gemeinschaft geleistet zu haben“.:S. 117–118 Im Anschluss an diese moralisch-charakterlichen Anforderungen benennt Perlstein die fachlichen Ziele der zweijährigen Ausbildung in der Landwirtschaft und Gärtnerei, wobei er davon ausgeht, dass es nicht um das vollständige Erlernen von Kenntnissen und Fertigkeiten geht, sondern darum, dem Lehrling „ein sicheres unverlierbares Bild einer einzelnen bestimmten Lösung jeder Aufgabe – eben der im Lehrbetrieb üblichen – einzuprägen. Davon ausgehend wird er später sehr viel leichter lernen, sich neuen veränderten Bedingungen anzupassen“.:S. 118 Ziele sind dennoch „sichere Kenntnisse in der Feldbestellung und in der Maschinenbehandlung“ ebenso, wie umfangreiche Kenntnisse in der Tierhaltung und Tierpflege sowie im Obst- und Gemüseanbau, und „in der Herstellung eines Bebauungsplanes für ein ihm gegebenes Grundstück zeigt er [der Lehrling], wie weit er sich betriebswirtschaftlich gebildet hat und wie weit er in der Lage ist, selbständig zu disponieren“:S. 118 Perlstein beschließt seine Ausführungen mit einem erneuten Appell, sich der eigenen Eignung für eine Tätigkeit in der Landwirtschaft sicher zu sein.

„Man soll einem jungen Menschen nur dann zum landwirtschaftlich-gärtnerischen Beruf raten, wenn er zu einem einfachen Leben ländlichen Stils bereit ist, das ihm andererseits Sicherheit und Lebensinhalt und das Bewußtsein der Zugehörigkeit zu einer Generation gibt, die in gesünderer Berufsgliederung eine schwere, aber hoffnungsvolle Zukunft zu formen hilft, die ‚bauen‘ will, nachdem sie die reine Freude an der körperlichen produktiven Arbeit kennen gelernt hat.“

Perlsteins Artikel erschien 1938. Ob ihm da schon bewusst war, dass es für Juden in Deutschland keine Chance mehr gab, eine „hoffnungsvolle Zukunft zu formen“, ist nicht bekannt. Ende des Jahres, mit den Novemberpogromen, kam das Aus für das Landwerk Halbe.

„Am 9. November 1938 erschienen Lastautos, gefuellt mit schwarz uniformierten Sturmtruppen. Sie stuermten in die Gebaeude und befahlen uns hinter dem Gebaeude anzutreten. Es war stock dunkel und wir wurden mit starken Scheinwerfern geblendet. Untermischt mit Schimpfwoertern wurde uns erklaert dass wir erschossen wuerden, aber vor der Hinrichtung sollten wir zusehen, wie sie das ‚Judennest‘ vollstaendig zerstoeren wuerden. Sie stohlen was sie fuer sich haben wollten und zertruemmerten alles was in bestialischer Weise zerstoert werden konnte.
Zum Schluss gaben sie den Befehl das Landwerk Halbe zu verlassen und erklaerten mit grausamen Drohungen dass sie morgen zurueckkommen wuerden, um sich zu versichern, dass ihr Befehl ausgefuehrt wurde. Dann bestiegen sie ihre Lastwaggen und verschwanden in der Nacht. Das war das Ende des Landwerk Halbe.“

Perlstein schrieb, er habe noch am Tage der Zerstörung das Landwerk Halbe fluchtartig verlassen, seine ebenfalls in Halbe lebende Mutter habe zu einer Freundin in Berlin ziehen können, und am 6. April 1939 sei ihm die Auswanderung in die USA möglich geworden. Zuvor erhielt er noch mit Datum vom 25. Januar 1939 eine für die damalige Zeit eher ungewöhnliche Bescheinigung des Halber Bürgermeisters, in der es hieß:

„Hiermit bescheinige ich dem Diplomlandwirt Herrn Friedrich Perlstein aus Halbe, Teupitzerstr. 13, dass er seit dem 27. Mai 1935 bis zum 10. November 1938 sowohl die landwirtschaftliche Schule des Landwerks Halbe wie auch den dazugehörenden landwirtschaftlichen und gärtnerischen Lehrbetrieb mit ausgezeichnetem Fachwissen und ordnungsgemäss geführt hat.
Wir bestätigen gern, dass Herr Perlstein insbesondere es verstanden hat, dass zum Landwerk gehörende brachliegende Land zu bester Kultur zu bringen.“

Die Schüler und Auszubildenden konnten nach der Pogromnacht das Landwerk Halbe rechtzeitig verlassen; ihr Verbleib liegt aber weitgehend im Dunkeln. „Friedrich Perlstein zwang man, das Anwesen zu verkaufen – es ging an den regimetreuen Chemiefabrikanten Friedrich O. Loch. Über den Verbleib der Hachschara-Juden von Halbe ist nichts bekannt. Ihr einstiges Ausbildungswerk fiel 1945 den russischen Panzern zum Opfer.“

#### Friedrich Perlstein
Die vorhergehenden Ausführungen haben deutlich gemacht, dass das Landwerk Halbe enge mit der Person von Friedrich Perlstein (1904–1979) verbunden war. Zu ihm als Person gibt es jedoch nur wenige Hinweise.
Der Geburtsort Kassel ist einer der wenigen Anhaltspunkte aus seiner Kindheit und Jugend. Nach Schmid habe er von 1919 bis 1922 an der „Israelitische Gartenbauschule Ahlem“ eine Gärtnerlehre absolviert und dort Martin Gerson kennengelernt. Schmid ist sich nicht sicher, vermutet aber, dass Perlstein wie Gerson an der Landwirtschaftlichen Hochschule Berlin studiert und zum Diplom-Landwirt ausgebildet worden sei.:S. 107
1928 sei Perlstein noch einmal als fertiger Diplomlandwirt für ein halbes Jahr in Ahlem gewesen; später habe er für die Reichsvertretung der Juden in Deutschland gearbeitet.:S. 107 Nach einem als „Geheim“ gekennzeichneten Bericht des Regierungspräsidenten in Frankfurt (Oder) vom 31. Januar 1934 hielt sich Perlstein zu diesem Zeitpunkt in Groß Gaglow auf, wo Martin Gerson ein von der „Jüdische Landarbeit GmbH“ gegründetes Siedlungsprojekt leitete.

„In der Judensiedlung in Großgaglow, Kreis Cottbus, werden z. Zt. 30 jüdische Studenten durch den Diplom-Landwirt Friedrich Perlstein - Schloß Großgaglow - in der Landwirtschaft ausgebildet. Die beschäftigten Studenten sind zum Teil von der Centrale jüdischer Wirtschaftsgehilfen Berlin und von der jüdischen Landarbeit Berlin nach Großgaglow überwiesen worden. Nach Angabe des Perlstein ist keiner dabei, der von dem Landesverband *Hechaluz geschickt worden ist. Ob und wieweit die genannten Juden dem genannten Landesverband nahestehen, war nicht festzustellen.“

Groß Gaglow verfolgte wie das frühere Siedlungsprojekt in Halbe assimilatorische Zielsetzungen. Es ging zurück auf eine Initiative des Reichsbundes jüdischer Frontsoldaten (RjF), der 1928 zu diesem Zweck die Jüdische Landarbeit (JLA) als Trägerin der Siedlung gründete. Welche Rolle Perlstein in diesem Kontext spielte, ist nicht bekannt. Einer nicht verifizierbaren Schilderung in Waldtraut Lewins sogenannter Romanbiografie über Leo Baeck zufolge, wollte Perlstein bereits 1933 emigrieren und habe auch schon ein Visum und Schiffsfahrkarten für die Fahrt von Hamburg nach London besessen; Baeck aber habe den mit ihm seit langem befreundeten Perlstein von diesem Plan abgebracht und zum Bleiben veranlasst.
Der Beginn von Perlsteins Engagement in Halbe fällt zeitlich zusammen mit der Schließung des Siedlungsprojekts in Groß Gaglow. Das Siedlungsprojekt wurde möglicherweise bereits Ende 1933 nach Verabschiedung des Reichserbhofgesetzes enteignet, sicher aber ist, dass 1935 die letzten Siedler Groß Gaglow verließen. Wie oben schon erwähnt, war Perlstein vom 27. Mai 1935 bis zum 10. November 1938 offiziell in Halbe tätig, am 6. April 1939 sei ihm die Auswanderung in die USA möglich geworden. Laut Passagierlisten von Ellis Island erfolgte Perlsteins Einreise in die USA in Boston am 17. April 1939. Er war am 8. April auf der SS SAMARIA aus Liverpool abgereist.
Am 13. November 1940 passierte der aus der Dominikanischen Republik kommende Friedrich Perlstein ein weiteres Mal Ellis Island. Er wird als deutscher Agriculturist bezeichnet, dessen letzter permanenter Aufenthaltsort New York gewesen sei. Dies könnte ein Hinweis darauf sein, dass Perlstein weiterhin in Verbindung stand zur Jüdischen Landarbeit beziehungsweise zu deren US-amerikanischem Ableger, der Jewish Agricultural Settlement Corporation (JASC). Beide Organisationen versuchten damals, für jüdisch Bauern aus Deutschland Siedlungsprojekte in Brasilien und in der Dominikanischen Republik zu erschließen. Die brasilianischen Aktivitäten, in die in Rolândia Heinrich Kaphan involviert war, scheiterten um 1940, und für kurze Zeit ruhten, allerdings vergebens, die Hoffnungen alleine auf der Dominikanischen Republik. 1941 war dann klar, dass die Schaffung einer Siedlung in naher Zukunft nicht mehr möglich sein würde.
Am 17. Juli 1920 wurde in Würzburg Stefanie Freimark geboren. Zusammen mit ihrem Bruder Max Gerhard (* 31. Oktober 1921) konnte sie aus Deutschland fliehen. Beide kamen am 30. Oktober 1938 in Philadelphia an. Wie und wo Stefanie Freimark Friedrich Perlstein kennenlernte, ist nicht bekannt. Beide heirateten am 12. Oktober 1947. Perlstein hatte in Bridgeton (New Jersey) eine Farm gekauft, auf der seine Frau auch nach seinem Tod im Jahre 1979 wohnen blieb.

#### Absolventinnen und Absolventen
Von den nachfolgenden Personen gibt es Fotos in den Sammlungen des Jüdischen Museums Berlin
- Ernst Cosman (* 22. Mai 1920 in Wuppertal – † 17. Januar 1944 in Auschwitz-Monowitz)
„Mit sechzehn Jahren ging Ernst Israel Cosman für zwei Jahre auf den Hof Halbe bei Berlin, ein Heim für Palästina-Pioniere. Er floh in die Niederlande, wo er am 20. Oktober 1939 in Rheden ankam. Vom 10. Mai 1941 bis 31. Dezember 1942 war er Jugendleiter im Alija-Jugendheim im Huize Voorburg in Elden (Niederlande). Dieses Haus am südlichen Rand von Arnheim war für die etwas älteren Palästina-Pioniere (im Alter von sechzehn bis neunzehn Jahren) bestimmt. Er spezialisierte sich auf Landwirtschaft und Gartenbau. Er spielte eine wichtige soziale Rolle in Huize Voorburg. Sein Rufzeichen war Erco.“[46]
- Edith Rainer. Von ihr existiert nur ein Foto aus der Sammlung von Kenneth Renberg. Es zeigt sie bei der Feldarbeit und ist in der Legende mit dem Zusatz versehen: „Sie überlebte den Holocaust nicht.“[47] Im Gedenkbuch Opfer der Verfolgung der Juden unter der nationalsozialistischen Gewaltherrschaft in Deutschland 1933–1945 ist kein Eintrag über sie zu finden; in der Zentralen Datenbank der Namen der Holocaustopfer von Yad Vashem ist eine eindeutige Zuordnung nicht möglich.
- Kenneth Renberg wurde am 30. November 1920 als Günter Renberg und Sohn von Anna und Hermann Renberg in Delmenhorst geboren. Renberg absolvierte in Halbe in Vorbereitung auf seine Auswanderung nach Palästina eine landwirtschaftliche Ausbildung, während der er viel fotografierte. Seine umfangreiche Fotosammlung und ein Manuskript seiner Autobiographie schenkte er dem Jüdischen Museum Berlin.[48]
Renberg ging nicht nach Palästina, sondern konnte im Juni 1937 auf Einladung von Verwandten in die USA emigrieren, wo er 1939 den High-School-Abschluss errang. Er wurde Soldat, um gegen Hitler zu kämpfen und studierte später an der University of Tulsa und erhielt einen Abschluss in Petroleum Engineering. Renberg starb am 3. November 2018.[49]

Liste der Jewish Training Centers in Germany
Auf der Basis von Berichten, die die Hachschara-Zentren monatlich der Gestapo vorlegen mussten, sind die Daten von 1.800 Auszubildenden und Ausbildern aus 13 Hachschara-Zentren, darunter auch die vom Landwerk Halbe, erforscht und online zugänglich.

#### Erinnerungen und Nachwirkungen
Bislang sind die zwei Briefe von Friedrich Perlstein wohl die ausführlichsten Erinnerungen an das Landwerk Halbe. Eine systematische Auswertung der im Besitz des Jüdischen Museums Berlin archivierten Hinterlassenschaften von Kenneth Renberg steht noch aus. Allerdings gibt es vor Ort sehr wohl noch Zeugen der Vergangenheit, obwohl „während der letzten Apriltage 1945 […] die Hachschara-Stätte durch Kriegseinwirkung zerstört [wurde]. Der Wiederaufbau erfolgte 1957. Heute ist das Hauptgebäude ein privat genutztes Wohnhaus“. Bei diesem Gebäude handelt es sich vermutlich um das Haus in der Teupitzer Straße, das auch von Josefine Sack erwähnt wurde und in dem sich von 1934/35 an das Landwerk befand. Sack erwähnte außerdem noch das „sogenannte ‚Judenhaus‘ in der Schweriner Straße“, das möglicherweise zum früheren Siedlungsprojekt gehörte. Öffentliche Erinnerungen an das Siedlungsprojekt und an das Landwerk scheinen aber in Halbe nicht zu existieren.
Bei Sack heißt es über die Folgen der Pogromnacht für Perlstein: „Friedrich Perlstein zwang man, das Anwesen zu verkaufen.“ Dies dürfte auch der Hintergrund für Perlsteins Schreiben an das Ausgleichsamt des Kreises Bergstraße gewesen sein, dessen Betreff „Antrag auf Feststellung von Vermoegensverlusten in der DDR“ lautete und sich auf das Anwesen in Halbe bezog. Perlstein fühlte sich von diesem Verfahren in seinem 70. Lebensjahr überfordert, konnte sich nicht mehr an „alle Einzelheiten erinnern, um die mir zugesandten Formulare korrekt auszufuellen. Deshalb habe ich mich entschlossen, der URO Vollmacht zu erteilen, um die Beweiserstattung fuer mich durchzufuehren“. Ob die URO das Verfahren erfolgreich zu Ende führen konnte, ließ sich nicht klären; und es fanden sich auch keine Hinweise auf Wiedergutmachungsverfahren.